# Zbudovská blata

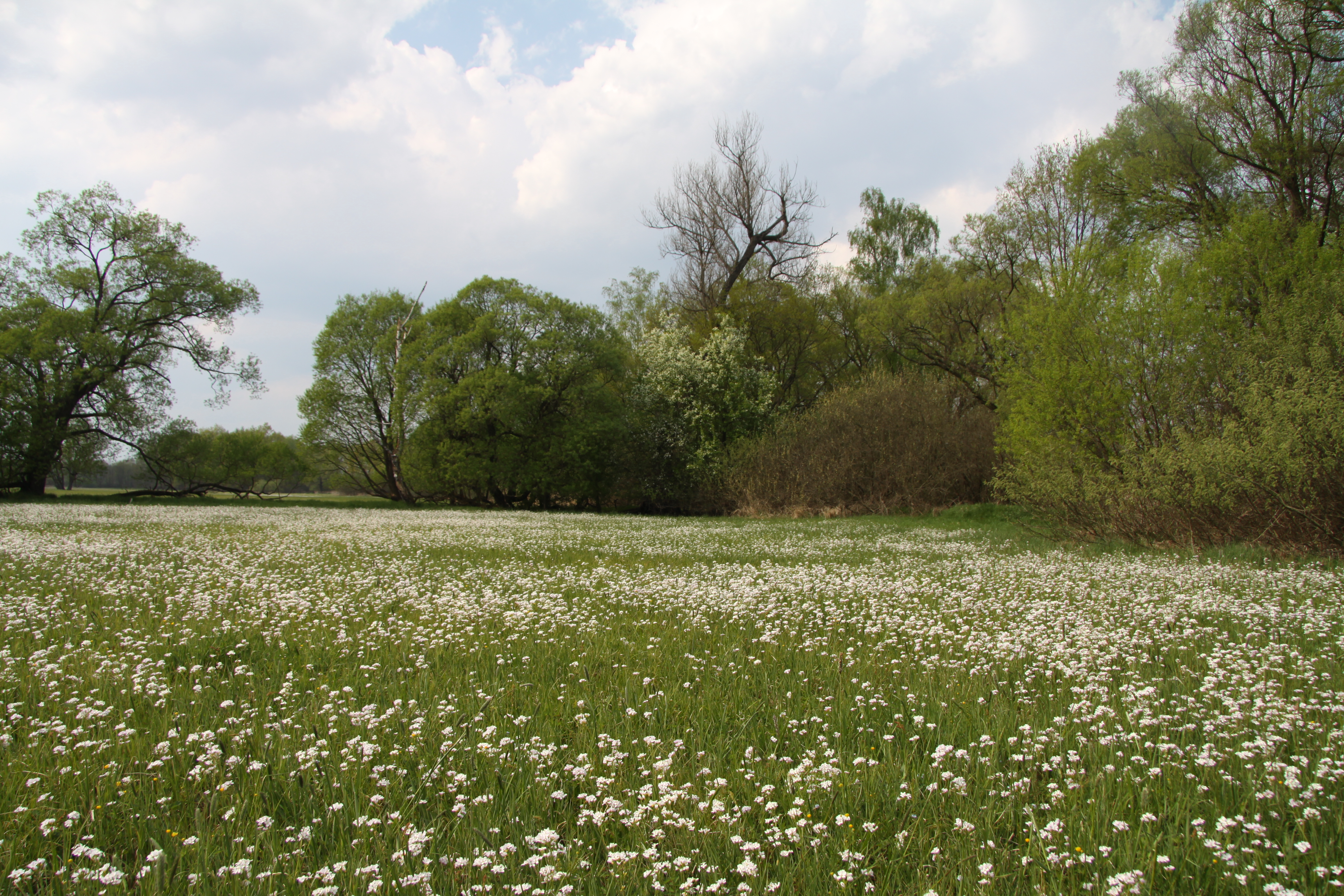
Rozkvetlé louky v přírodní rezervaci Mokřiny u Vomáčků představující poslední zbytek zachovalých Zbudovských blat

Zbudovská blata jsou krajinou převážně v nivě Soudného potoka, mezi Netolicemi a Hlubokou nad Vltavou. Šlo o podmáčenou půdu, která se využívala převážně jako pastviny. Z etnografického hlediska jsou jihozápadní částí etnografického subregionu Blatsko.

## Vymezení
Do Zbudovských blat se počítají vesnice Plástovice, Zbudov, Hlavatce, Sedlec, Česká Lhota (dříve Prášivá Lhota), Novosedly, Pašice, Pištín a Mydlovary. Mydlovary jsou ale dnes od Blat odděleny železniční tratí. V širším smyslu do Blat patří i okolní vesnice, např. Vlhlavy, Malé Chrášťany, Češnovice, Podeřiště a město Zliv.

## Historie

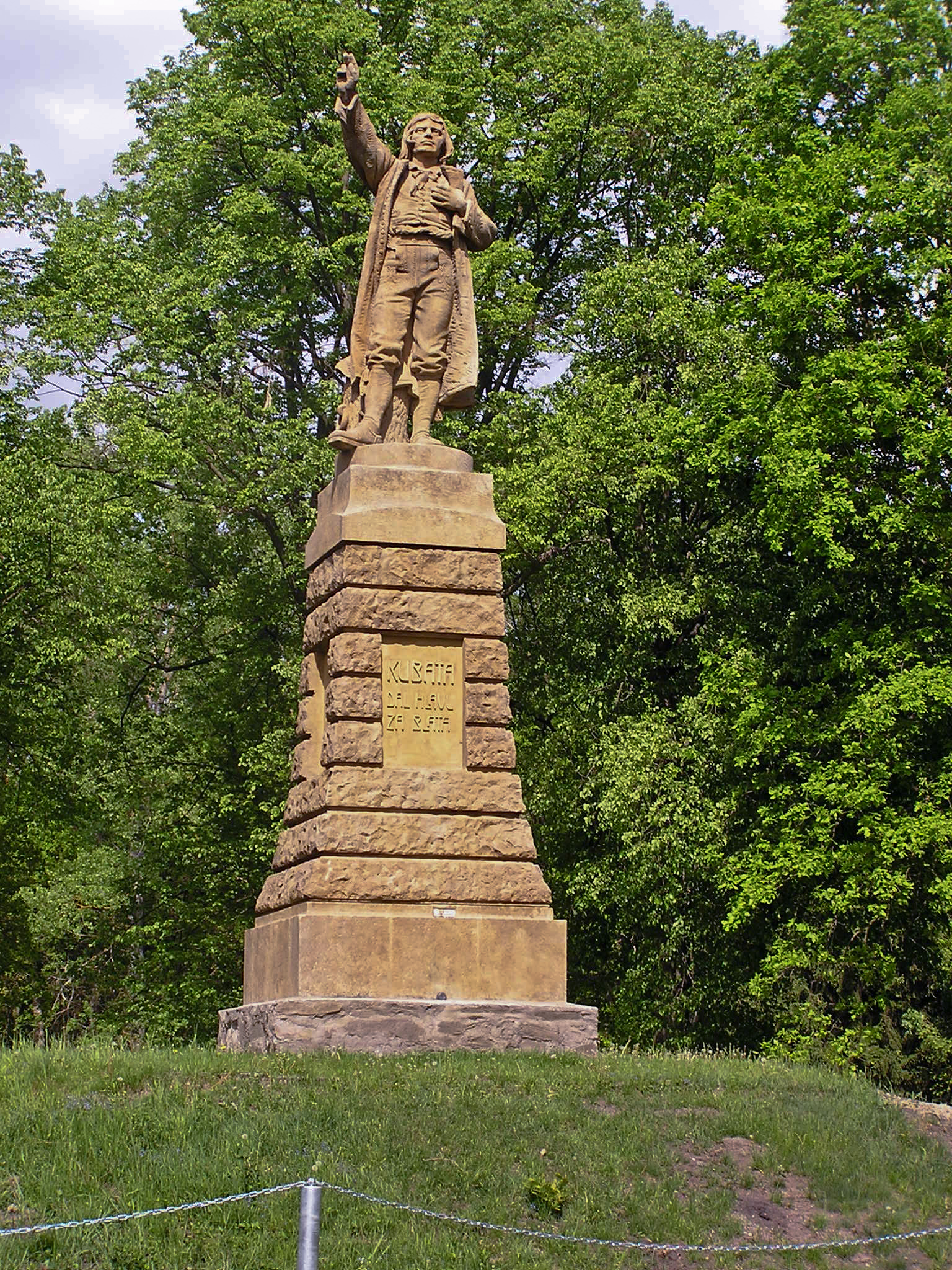
Kubatův pomník

Za vlády krále Vladislava získali poddaní sedláci Zbudovských blat za to, že obdělávali nepříliš úrodnou, kyselou a podmáčenou půdu, zvláštní práva. Od té doby se území o rozloze 434 jiter 1310 čtverečních sáhů (přibližně 245 hektarů), říkalo též Vladislavská blata. Mezi udělené svobody patřila správa sirotčích peněz. V 2. polovině 16. století vedl svazek devíti blatských vesnic spor s tehdejším majitelem hlubockého panství Adamem z Hradce o užívání blat. Podstatou sporu byly sirotčí peníze - Adam sedláky a ti zase jeho obviňovali ze zpronevěry. Po marných protestech i u císaře Rudolfa II. vyvrcholil spor v dubnu 1581 otevřenou rebelií, která byla ukončena několika popravami. Jedním z popravených byl i sedlák Jakub Kubata. V 19. století vznikla na základě těchto historických skutečností poněkud zkreslená pověst o Kubatovi, ve které je Kubata líčen jako zbudovský rychtář a lidový hrdina - „Kubata dal hlavu za Blata“. V roce 1904 byl odhalen Kubatův pomník a zbudovský rodák Jan Dvořák, kněz řádu křižovnického, složil k této příležitosti "selskou dumku jihočeskou", která se stala oblíbenou písničkou.

## Architektura
Z hlediska architektury jsou Blata velice významná, tvoří centrum tzv. selského baroka a ovlivnily spoustu vesnic v širokém okolí, i poměrně vzdálené Holašovice. Nejvýznamnějšími vesnicemi selského baroka jsou vesnická památková rezervace Plástovice a vesnická památková zóna Zbudov.

## Zbudovská blata v kultuře
O Blatech napsal svůj román Mlhy na Blatech spisovatel Karel Klostermann, který počátkem 20. století několikrát pobýval ve Zlivi. Román byl v roce 1943 režisérem Františkem Čápem zfilmován.